# Toys
Toys é um filme americano de 1992, do género comédia, realizada por Barry Levinson.
Lançado em dezembro de 1992 nos Estados Unidos, e em março e abril de 1993 no Reino Unido e Austrália, respectivamente, o filme foi produzido pela Baltimore [Pictures] de Levinson e distribuído pela 20th Century Fox. Apesar de ser chamado de "Toys", o filme recebeu uma classificação PG-13 da MPAA por alguma linguagem e sensualidade.

## Resumo
Kenneth Zevo (Donald O'Connor) é o dono e fundador de uma brilhante fábrica de brinquedos, contrariando a vontade do pai que era militar. Quando percebe que está a morrer, Kenneth não se sente seguro em deixar a gestão da fábrica aos seus filhos, Leslie (Robin Williams) e Alsatia (Joan Cusack), adultos com mente de criança que são óptimas "cobaias" para criar e testar os brinquedos mas totalmente incapazes de gerir a parte burocrática da empresa.
Para resolver o problema, Kenneth chama o seu irmão que também é militar, Leland (Michael Gambon), para gerir e organizar a empresa. Este vive frustrado por nunca ter chegado a ser um general de quatro estrelas e saudoso de um conflito armado em grande escala. Relutante, Leland aceita o posto, sentindo-se entediado com o mesmo. Um dia, ouve numa reunião que as ideias da empresa estão a ser roubadas por empresas rivais. Isto desperta instintos de controlo em Leland, que chama o seu filho Patrick (L. L. Cool J), um militar com experiência em camuflagem, para controlar os funcionários e desenvolver brinquedos de guerra, algo que a fábrica nunca fez. Aos poucos e poucos, Leland desenvolve armas reais controladas como se fossem brinquedos por crianças que não têm a noção de que estão a operar equipamento militar, tentando vender esta ideia ao exército, que rejeita as suas ideias. Isto faz com que Leland perca a noção da realidade, obrigando Leslie, Alsatia e Gwen, funcionária da fábrica e namorada de Leslie, a confrontar Leland e o seu exército em miniatura, munidos apenas de brinquedos tradicionais. Após a batalha, Leland sai derrotado e é internado juntamente com o seu pai acamado e demente, enquanto que Leslie assume o controlo da empresa.

## Elenco
- Robin Williams (Leslie Zevo)
- Michael Gambon (General Leland Zevo)
- Joan Cusack (Alsatia Zevo)
- Robin Wright Penn (Gwen Tyler)
- LL Cool J (Capitão Patrick Zevo)
- Donald O'Connor (Kenneth Zevo)
- Arthur Malet (Owen Owens)
- Jack Warden (General Zevo - velho)
- Debi Mazar (Enfermeira Debbie)
- Jamie Foxx (Baker)
- Wendy Melvoin

## Produção
Toys era um projecto de sonho do realizador Barry Levinson, que escrevera o argumento em 1978, tendo tentado sem sucesso convencer os estúdios a pegarem no argumento ao longo da década de 80. Após vencer o Óscar de Melhor Realizador com Encontro de Irmãos e o sucesso de Bugsy, este conseguiu finalmente avançar com o filme, garantindo um orçamento de 50 milhões de dólares.
O designer italiano Ferdinando Scarfiotti passou mais de um ano a conceber e desenhar os cenários sumptuosos do filme, que ocuparam a totalidade dos Fox Studios, em Los Angeles. O seu trabalho incluiu várias referências a Magritte, contribuindo para o tom surreal do filme. As cenas de exteriores foram maioritariamente filmadas nos campos relvados da região de Palouse, Washington.

## Recepção
Toys estreou em 1,272 salas nos EUA, fazendo $4,810,027 no fim de semana de estreia e posicionando-se em sexto lugar, atrás de Eternamente Jovem. O filme acabaria por fazer apenas $23,278,931 na América do Norte, sendo considerado um fracasso de bilheteira, dado que ficou abaixo do seu orçamento de 50 milhões de dólares.
As reações dos críticos também não foram positivas. Chegando apenas aos 26% no site Rotten Tomatoes.
Kenneth Turan do Los Angeles Times escreveu que "aquilo que torna o filme um fracasso ainda mais trágico é que todos os envolvidos no filme provavelmente acharam que estavam a fazer o trabalho do Senhor, com o cuidado e a atenção de mãos dadas com uma total falta de noção em relação ao tom do filme. Até Robin Williams, que tão brilhantemente deu voz ao génio de Aladino está em piloto automático, quando o que se queria aqui era a sua energia tão característica". Peter Travers, da Rolling Stone, descreveu o filme como "Um invólucro bonito e caro, mas vazio. Para ser justo, o filme é ambicioso. Mas não passa de um aborrecimento óbvio cheio de truques, superproduzido e demasiado longo."

## Prémios e nomeações
- Recebeu duas nomeações ao Óscar, nas seguintes categorias: 
  - Melhor Direção de Arte
  - Melhor figurino
- Recebeu uma nomeação à Framboesa de Ouro, na categoria de Pior Realizador.